# 新巴勒斯坦 (印地安納州)
新巴勒斯坦（英語：New Palestine）是一個位於美國印地安納州漢考克縣的城鎮。

## 人口
根據2010年美國人口普查的數據，新巴勒斯坦的面積為4.47平方千米，當中陸地面積為4.45平方千米，而水域面積為0.02平方千米。當地共有人口4,797人，而人口密度為每平方千米1,073人。